# Neottiella crozalsiana
Neottiella crozalsiana är en svampart som beskrevs av Grelet 1925. Neottiella crozalsiana ingår i släktet Neottiella och familjen Pyronemataceae.   Inga underarter finns listade i Catalogue of Life.